# 石田洋介
石田 洋介(いしだ ようすけ、1970年7月19日 - )は、日本のシンガーソングライター、ボーカリスト、ギタリスト。静岡県静岡市出身。東京都在住。血液型はA型。
大田原ふるさと大使。世界キャラクターさみっとin羽生宣伝大使（2015年より）。

## 人物
バンド「吟遊詩人」「石田洋介トリオ」での活動を経て、2001年よりソロ活動開始。 ギター1本PA無しの完全アンプラグドからフルバンド形態まで、会場、編成に縛られない自由なスタイルでの活動を展開。ソロ名義で4枚のフルアルバム（2018年現在）と2枚のコンピレーションアルバムをリリース。
巣鴨地蔵通り商店街のご当地キャラ「すがもん」の歌のおにいさんとしての活動をきっかけに、最近では多くのご当地キャラクターのテーマソングなどを作編曲し、各地のご当地イベントに出演している。
2013年11月にリリースされたVA「ゆるくないうたコレクション～ご当地キャラクター・ソングス」(徳間ジャパンコミュニケーションズ)ではプロデュースと作詞編曲、シンガーとして参加。
2014年5月にメジャーデビューを果たしたGCB47では作詞作曲編曲、ギター、ボーカル、バンドマスターを担当。2015年にはミニアルバム「アイタイ」リリース記念コンサートを、ご当地キャラクターと共に全国5ヶ所のホールで開催した。
2015年より世界キャラクターさみっとin羽生の宣伝大使にも就任。
ファンからは「バンマス」、「ご当地キャラソングの帝王」などの愛称で親しまれている。

## ディスコグラフィー

### アルバム（石田洋介名義）
1. 「HARVEST TIME」YOUNG RECORDS (YG-20013)　2003.6.11[6]
2. 「ハッピー・バースデイ」YOUNG RECORDS (YG-23021)　2005.8.17[7]
3. 「なくしもの」YOUNG RECORDS (YG-20029)　2008.11.5[8]
4. 「アイタイ」(YIRC-0001)　2015.2.28[9]
5. 「MOSAIQUE」 (YIRC-0003)　2017.5.1[10]
6. 「アコースティック」2021.8.7 (YIRC-0007）※当初、配信限定。翌年CD発売。[11]
7. 「イシダノウタ」2023.6.1  (YIRC-0008)　配信リスト・セルフライナーノーツ

### シングル・マキシシングル（石田洋介名義）
1. 「すがもんのうた」巣鴨地蔵通り商店街振興組合（SGM-060100）＊「すがもん音頭」「巣鴨'nガンボ」作詞・作曲・歌、「すがもんのうた」作詞・作曲（歌：Pure's)[12]
2. 「磐田が最高～しっぺい伝説」2018.1　＊磐田市制作ＣＤ「しっぺい音頭」内ボーナストラック収録（無料DL可能）[13][14]
3. 「ふわりがとぅ～」（くもっくる10周年記念ソング）（作詞：トマト人間・石田洋介）2018.9　＊自主制作
4. 「まんまるこぱんだ／バクテリア・ブルース」2018.10　＊自主制作
5. 「MIRACLE」YOUNG RECORDS (YIRC-0004)　2018.11.28[15]
6. 「水色桔梗は勇気の証」YOUNG RECORDS (YIRC-0005)　2019.4.13[16]
7. 「仔熊酒ロック〜酒と泪と仔熊とヲンナ」2019.5.25[17]
8. 「サマーデイズ」（配信限定）2019.5.25[18]
9. 「安田町が好き～安田朗のテーマ」2020.2.28[19]
10. 「こーたとおじさん」2020.4.16[20]
11. 「SPACE MONSTER AMAN / 満天の星 」2021.4.11[21]
12. 「えんどれすどりーむ～出会ってくれてありがとう～」2022.3.19発表（3.22配信開始）[22]
13. 「みんなでわらってうたうんだ」2022.7（makuakeによるクラウドファンディングリターン品。後日一般発売＊完売）[23]
14. 「笠やんのまち」2022.11.5（交野・笠置町イベントにて発売）
15. 「GO!GO!ほくにっち君」2023.2.22配信開始[24]
16. 「メケアロハ メカマハロ～愛をこめて感謝をこめて～」2023.6.3 /2023.12.31配信開始[25]
17. 「U.D.O.N」2023.10.21 CDリリース・配信開始[26]
18. 「どっかいこ！HOKKAIDO」2024.4.21配信開始[27]

### アルバム・シングル（石田洋介名義以外）
1. 「猫と新聞屋」（吟遊詩人）キャンパスレコード（CADS-401)　1993.12.31＊廃盤　[28]
2. 「サンズイ」（石田洋介トリオ）GARAGE　RECORDS（GTR-0001）1999.12.3　＊廃盤　[29]
3. 「でかい声」（石田洋介トリオ）GARAGE RECORDS（GRF-0010）2000.9.12　＊廃盤　[30]
4. 「Hello!Hanyu☆Hanyu」（世界キャラクターさみっとin羽生公式テーマソング）HotSpringDiscography（HSDR-027）2014.11.22　＊「石田洋介＆さくまひでき」名義[31]
5. 「私の生きるまち」（作詞：辻井公祐）2017.10　＊大和高田市制作ＣＤ（無料配布）[32]
6. 「きたのまち」（ザ・ストーンパーマネンツ）YOUNG RECORDS（YG-15046）2018.4.21[33]
7. 「ブラックマウス参上！」（下町人情剣士スミダー　ブラックマウス）（作詞・作曲・編曲）2020.3[34]
8. 「SmileSmile」2021.5　＊「石田洋介＆さくまひでき」名義。５/30配信[35]＆CDリリース

### 主な参加作品
1. 「TeaMODE ASSORTED FLAVORS Vol.4」ソニーレコード（SDZC-2005）1998.5.21[36]　＊石田洋介トリオ（やさしいメロディ、臆病な僕）
2. 「ヤングロック名盤vol.2」YOUNG RECORDS （YG-5004A）2000.2.23[37]　＊石田洋介トリオ（静寂、SunnySunday）
3. 「ヤンレコ・トライアングル」YOUNG RECORDS (YG-23020) 2005.4.27[38]
4. ENRIQUE 「KEEP ON ROCKIN'」YOUNG RECORDS （YG-20018）2004.9.1[39]　＊「わかってるさ」ボーカル他
5. ENRIQUE 「THE THIRD QUARTER」YOUNG RECORDS （YG-20025）2006.10.4[40]
6. GCB47「ゆるくないうたコレクション～ご当地キャラクター・ソングス」徳間ジャパンコミュニケーションズ（TKCA-74009）2013.11.6[41]　＊プロデュースも担当
7. GCB47 「きゃらきゃら天国」 徳間ジャパンコミュニケーションズ（TKCA-74079）2014.5.14[42]
8. 「ゆるくないうたコレクション2～ご当地キャラクター・ソングス」YOUNG RECORDS （YIRC-0002）2015.11.21[43]　＊GCB47および石田洋介名義で参加。プロデュースも担当
9. 「Oh!Tower-Land」（大田原市イメージキャラクター与一くん公式テーマソング）YotsubaRecords（BCYR-0043）2017.4.30　＊作曲・ボーカル・コーラスを担当。
10. 「ベストアルバム　猫物語」（向嶋言問姐さん事務局）2019.11.23　６曲収録（「晴れるといいね」「おもてなしの時間」「Kototoine-SanMukohjima」「姐さんのブルース」「サマーデイズ」「絆」＊「絆」は作曲・編曲も担当）
11. 「またライブハウスで」2021.5.26リリース（MORTARRECORDS　MRCD-028）　「またライブハウスで～弁天さまのおぼしめしプロジェクト～横浜から全国へ～＠関内・音楽酒場SARASVATHI 弁天」にボーカル・コーラスで参加
12. GCB47 「きゃらきゃらロケンロー！」 YOUNG RECORDS （YIRC-0006）2021.6.5[44]
13. こげし（寺岡佐和子）「ツボオシ」（コーラス・演説参加）2021.12リリース[45]

## 主な制作ご当地キャラクターソング
- GCB47のテーマ ～GOTOUCHIラブ!～(GCB47)
- きゃらきゃら天国　(GCB47)
- キャラキャラ・ディスコ　(GCB47)
- すがもんのうた　(巣鴨地蔵通り商店街 すがもん)
- 巣鴨'n ガンボ　(巣鴨地蔵通り商店街 すがもん)
- すがもん音頭（巣鴨地蔵通り商店街 すがもん）
- 戸越銀次郎のうた　(戸越銀座商店街 戸越銀次郎)
- コタロウブギ　(北十間川カッパのコタロウ)
- 39やななのテーマ　(岐阜市柳ケ瀬商店街 やなな)
- うなうなうなりくん　(成田市うなりくん)
- すさきすきキャラ しんじょう君のうた　(須崎市 しんじょう君)
- ガタゴロウR&R　(佐賀県 有明ガタゴロウ)
- 晴れるといいね　(東京都墨田区　向嶋言問姐さん)
- MONKEY KUU　(高山市お猿のくぅ)
- カパカパ！shiki city　(志木市文化スポーツ振興公社 カパル)
- RUN RUN与次郎　(秋田市エリアなかいち 与次郎)
- Oh! Tower-Land （栃木県大田原市　与一くん）作詞：清水孝宏 作曲：石田洋介 振付：いとうまゆ 編曲：清水孝宏
- 磐田が最高～しっぺい伝説（静岡県磐田市　しっぺい）
- 満天の星（大阪府交野市　星のあまん）
- えがおのひと　(GCB47)
- おもてなしの時間(東京都墨田区　向嶋言問姐さん)
- Kototoine-san　Mukohjima(東京都墨田区　向嶋言問姐さん)
- 姐さんのブルース(東京都墨田区　向嶋言問姐さん)
- 姐さんのチョコドリ(東京都墨田区　向嶋言問姐さん)
- ふわりがとう～　作曲・歌唱＜共作詞・トマト人間＞（東京都渋谷区　くもっくる）
- DANCIN'CAT～みっけちゃんのテーマ（大阪府枚方市　みっけちゃん）
- HighwayToOga（秋田県　ニャジロウ）
- 仔熊酒ロック～酒と泪と仔熊とヲンナ（北海道　アックマ）
- こーたとおじさん（東京都江戸川区平井　こーた）
- ブラックマウス参上！（東京都墨田区　下町人情剣士スミダー）
- 北春日部Ｑ之介のうた （埼玉県春日部市　北春日部Ｑ之介）
- 超好き大好き錦糸町（東京都墨田区錦糸町　きんぼり～）
- U.D.O.N.～さぬどんのテーマ（香川県　さぬどん）
- 安田町が好き～安田朗のテーマ（高知県　安田朗）
- SPACE MONSTER AMAN （大阪府 交野市 星のあまん）
- えんどれすどりーむ～出会ってくれてありがとう（10thアニバーサリーソング）（岩手県陸前高田市　たかたのゆめちゃん）
- みんなでわらってうたうんだ（10周年記念応援ソング）（静岡県磐田市　しっぺい）
- 笠やんのまち（京都府笠置町　笠やん）
- GOGO！ほくにっち君、どっかいこ！HOKKAIDO（北海道日産マスコット　ほくにっち君）
- メケアロハ メカマハロ～愛をこめて感謝をこめて～（ハワイ応援キャラクター　ホヌッピー）
- U.D.O.N（香川県　さぬどん）
- 白い円盤〜松戸さんデビュー10周年記念ソング（千葉県松戸市　松戸さん）

## 主な提供楽曲（作詞・作曲・編曲等）
- カイゴーZ登場！　作曲・歌唱（北村正敏・作詞　2013[46]
- 地域宣伝コダレンジャー 編曲・歌唱　2013[47]
- Hello!Hanyu☆Hanyu（世界キャラクターさみっとin羽生　テーマソング）作曲（作詞：さくまひでき）　2014
- アイタイ（ご当地キャラクター博in彦根　公式テーマソング）　作詞・作曲・歌唱　2014
- 僕らは友達（くまモト応援歌）　作詞・作曲・歌唱　2016
- Cheers!Chairs（いすー１グランプリ公式テーマソング）　作詞・作曲・歌唱　2016
- めんたいビートにあこがれて　作詞・作曲　2017.8.2　山口勝平「メンタイコごはん」（TKCA-74548・徳間ジャパン）
- 私の生きるまち　作曲（辻井公祐・作詞）奈良県大和高田市愛唱歌　2017.10
- きたのまち（ザ・ストーンパーマネンツ／しらかわキャラ市　公認テーマソング）　2018
- 絆　作・編曲（蔵恵・作詞）向嶋言問姐さんAnniversaryテーマソング　2019
- SmileSmile　共作詞・共作曲（さくまひでき）世界キャラクターさみっとin羽生　新テーマソング　2020

## 略歴
- 1990年
  - バンド「吟遊詩人」結成(G/Vo.相沢恭行 B/Pf.佐藤肇 G/B/Vo.石田洋介)
- 1993年
  - 吟遊詩人、シングル「猫と新聞屋」(作詞、作曲・石田洋介)リリース (キャンパスレコード)
  - メンバーチェンジを何度か経たのち5人編成となる (G/Vo.相沢恭行 B/Pf.佐藤肇 G/B/Vo.石田洋介 Acc 田ノ岡三郎 D.国府方健郎/井上章)
- 1995年
  - 吟遊詩人、NHK・BSヤングバトル関東甲信越大会出場
- 1996年
  - 4月 吟遊詩人、解散。
  - 11月「石田洋介トリオ」結成 (G/Vo.石田洋介 B/Cho 西ヶ谷源市 D/Cho 今村浩二)
- 1998年
  - 5月 「TeaMODE ASSORTED FLAVORS Vol.4」(VA)に参加 (インディビジュアルレコード)
- 1999年
  - 春 石田洋介トリオ、スカイパーフェクTV!「THE BRIGHTEST HOPE」出演
  - 4月　石田洋介トリオ、自主制作にて1stアルバム「サンズイ」リリース
  - 12月　石田洋介トリオ1stアルバム「サンズイ」、GARAGERECORDSより再リリース(GTR-0001)
- 2000年
  - 2月 石田洋介トリオ、「ヤングロック名盤vol.2」(VA)に参加 (YOUNG RECORDS)
  - 9月 石田洋介トリオ2ndアルバム「でかい声」(GRF-0010)リリース (GARAGERECORDS)
- 2001年
  - 3月 石田洋介トリオの活動を休止。ソロ活動を開始。
- 2002年
  - 5月 弾き語りミニアルバム「だいすき」リリース
- 2003年
  - 6月 1stアルバム「HARVEST TIME」(YG-20013)をライブレコーディングでリリース (YOUNG RECORDS)
- 2005年
  - 4月　石田洋介・ザ・パーマネンツ・浜ユウスケと共に「ヤンレコ・トライアングル」(YG-23020)リリース (YOUNG RECORDS)
  - 8月　2ndアルバム「ハッピー・バースデイ」(YG-23021)リリース
  - 9月　ENRIQUE 1stアルバム「KEEP ON ROCKIN'」(YG-20018)にボーカル参加。
- 2006年
  - 10月　ENRIQUE 2ndアルバム「THE THIRD QUARTER」(YG-20025)コーラス・ギターで参加。
  - 「ENRIQUE・サードクオーターツアー」ボーカル・ギターとして全13公演に帯同。
- 2008年
  - 11月　石田洋介、3rdアルバム「なくしもの」(YG-20029)リリース
  - 「ぱちスロST行け!稲中卓球部」テーマソングの歌唱を担当 (Sammy)
- 2009年
  - 6月　巣鴨地蔵通り商店街キャラクターテーマソング「すがもんのうた」他2曲提供
- 2010年
  - 2月　出口雅之(ex:GRASS VALLEY/REV etc)ソロライブサポート
  - 8月　出口雅之ソロライブサポート
  - 11月　巣鴨地蔵通り商店街キャラクターテーマソング「すがもんのうた」リリース
- 2011年
  - 2月　出口雅之ソロライブサポート
  - 8月　東日本復興支援シングル「smile」リリース
- 2012年
  - ８月　「第3回すみだ・ストリート・ジャズ・フェスティバル」出演
  - ８月　「スマイル フェスティバル シズオカ２０１２」出演
  - 10月　「こちらネクロ放送局」出演
  - 11月　築地本願寺「キズキナサイ2012」出演
- 2013年
  - １月　「新春あつまれ！ご当地キャラ新年会 in AKIBA」出演
  - ３月　「やななの卒業式in関東」（志木市パルシティ）出演、「39やななのテーマ」披露
  - ３月　「キャラクターたちが見た復興支援」（銀座松坂屋）出演
  - ３月　「やなな引退イベント」（柳ケ瀬商店街）出演
  - ７月　「ナカイチ祭2013」（秋田エリアなかいち）出演（ご当地キャラバンド…GCB47の前身。カパル、戸越銀次郎とともに）。
  - 10月 めざましテレビ(フジテレビ)にGCB47として出演
  - 11月 「ゆるくないうたコレクション～ご当地キャラクター・ソングス～」リリース（徳間ジャパンコミュニケーションズ）
  - 11月ＦＭ秋田「スムースカフェ」に出演／FMしばた「NAMARAのポケットマッチガム」内レルヒさん公認コーナー「がんばれレルヒさん！」に出演／ラジオ「ラジっちゃう？」(栃木放送)にすがもんと出演
  - 11月「志木市民まつり」にてGCB47として初ライブ
  - 11月「「ゆるキャラさみっと2013in羽生」GCB47として出演。
  - 12月 栃木放送FMラジオにすがもんと出演／情報7days ニュースキャスター(TBS)にGCB47として出演
- 2014年
  - 1月 「ごごたま」(テレビ埼玉)にカパルと出演
  - 中村こずえのみんなでニッポン日曜日! (ニッポン放送)にすがもん、たき坊と出演
  - 5月 GCB47メジャーデビュー。GCB47デビューシングル「きゃらきゃら天国」リリース（徳間ジャパンコミュニケーションズ）[48][49][50]／GCB47、山田るまとともにラジオ「nack5」に出演、中村こずえのみんなでニッポン日曜日! (ニッポン放送)に電話出演。ほか、インストアイベント多数。
  - 5月「船橋市場開設４５周年記念「船橋市場だヨ！全員集合」GCB47ライブに出演
  - 6月　南三陸ツアー
  - 7月「ナカイチ祭２ヨジロック」出演
  - 9月「第1回ご当地キャラまつりin須崎」出演
  - 10月 ご当地キャラ博in彦根テーマソング「アイタイ」制作・発表
  - 11月 世界キャラクターさみっとin羽生テーマソング「Hello!Hanyu☆Hanyu」（作詞：さくまひでき/作曲：石田洋介/振付：いとうまゆ）制作・発表
- 2015年
  - 2月　ミニアルバム「アイタイ」(YIRC-0001)リリース
  - 2月　「アイタイ　石田洋介＆キャラクターコンサート」を志木市民会館パルシティ(埼玉県志木市)にて開催。
  - 5月　「アイタイ2　石田洋介＆キャラクターコンサート」を曳舟文化センター(東京都墨田区)にて開催。
  - 8月　「アイタイ3　石田洋介＆キャラクターコンサート」を志木市民会館パルシティ(埼玉県志木市)にて開催。
  - 10月「アイタイ4　石田洋介＆キャラクターコンサート」をひこね市文化プラザ(滋賀県彦根市)にて開催。
  - 11月「ゆるくないうたコレクション2～ご当地キャラクター・ソングス～」(YIRC-0002)リリース
  - 11月「アイタイ5　石田洋介＆キャラクターコンサート」を羽生市産業文化ホール(埼玉県羽生市)にて開催。
  - 12月　第41回チャリティーミュージックソン（ニッポン放送）　有楽町駅前サテライトステージにてGCB47出演[51]
- 2016年
  - 3月　「さよなら豊島公会堂！GCB47フリーLIVE」豊島公会堂(東京都豊島区)に出演。
  - 3月　京田辺市いすー１グランプリにて公式テーマソング「Cheers!Chairs」を披露。[52]
  - 4月　「GCB47 LIVE in SSKN」クラップスホール（北海道札幌市)に出演。
  - 5月　九州応援ソング「僕らは友達〜くまモト応援歌〜」を制作・発表。
  - 7月　キャラクターコンサート「PUZZLE」を志木市民会館パルシティ(埼玉県志木市)にて開催。
  - 9月　熊本キャラフェス（第１回）にGCB47として出演、「僕らは友達」を現地で披露。
  - 10月「ボクタチハナカマダロ」新横浜NEWSIDEBEACH!!、彦根Cocozaにて開催。
  - 11月　長崎市民FM「ロックでいいじゃん」ゲスト出演[53][54]
  - 11月　大田原ふるさと大使に任命される。[55]
  - 12月　「キャラ音（on)フェスin大田原」（那須野が原ハーモニーホール）出演[56]
- 2017年
  - 5月　アルバム「MOSAIQUE」(YIRC-0003)発売。
  - 6月　神戸FM MOOV「POWER DE NIGHT」出演。
  - 7月　秋田「ヨジロック」出演、前夜祭として開催されたディナーショーにも出演。
  - 8月　CRT栃木放送「9時までよろしいでしょうか？[57]」出演。
  - 8月　「第3回タッチ・ザ・ジャパン」（台北）へ日本ご当地キャラクター協会として参加。ベストステージパフォーマンス賞受賞。[58]
  - 10月　江古田音楽祭（EKO ON!!）参加。[59]
  - 10月　「ご当地キャラクター博in彦根2017」出演（BB5と共演）。
  - 11月　奈良県大和高田市愛唱歌「私の生きるまち」（作詞：辻井公祐　作曲：石田洋介）発表。[60]
  - 12月　キャラクターコンサート「MIRACLE」（志木市パルシティ）出演。[61]
- 2018年
  - 1月　「新春♪ご当地キャラクター歌合戦」（曳舟ユートリヤ）出演。
  - 2月　「ヒト音（on)フェスin大田原」（道の駅那須与一の郷多目的ホール）出演。
  - 3月　「くまモン誕生祭」（熊本市文化会館）へGCB47として出演。[62]
  - 3月　「ご当地キャラフェス～スノーパラダイスin苗場」（苗場プリンスホテル）へGCB47として出演[63]
  - 3月　ザ・パーマネンツのメンバーと「The STONE PERMANENTS」を結成。しらかわキャラ市公認応援ソング「きたのまち」発表。
  - 4月　ザ・ストーンパーマネンツ「きたのまち」（マキシシングル）リリース
  - 7月　ふなっしー主催「梨祭り～NassyiFes　in神宮外苑」GCB47としてステージを勤める（2018.7.14）[64]
  - 10月　FMおたる「m×mf音楽が処方箋」電話出演[65]
  - 11月　世界キャラクターさみっとin羽生（第9回）参加
- 2019年
  - 1月　「第2回新春♪ご当地キャラクター歌合戦」（曳舟文化センター）出演
  - 4月　「第32回福知山お城まつり」（福地山御霊公園ほか市内各地）出演。「明智光秀」を唄ったテーマソング「水色桔梗は勇気の証」リリース
  - 5月　「CharacterFantasyShow!『MIRACLE』」（曳舟文化センター）出演
  - 7月　「カセットテープにつめこんで」（鹿児島県姶良市　あいらびゅーFM)　生放送出演[66]
  - 9月　「GOGO RADIO」（FMノースウェーブ）　番組内コメント出演（ゆにガーデンハロウィンパーティ宣伝）[67]
  - 10月　「WelcomeToGhoulCity～約束の場所で」（志木市民会館パルシティホール）GCB47として出演
  - 11月　世界キャラクターさみっとin羽生（第10回）参加
  - 12月　「第２回サンタが俺らほさやってくる」コンサート（仙北市・角館樺細工伝承館総合研修室）出演
- 2020年
  - １月　「第3回新春♪ご当地キャラクター歌合戦」（曳舟文化センター）出演
  - ２月　さっぽろ雪まつり　北海道日産presents 「雪まつり北海道ご当地キャラステージ」（大通公園　五丁目　道新雪の広場）出演
  - 5月　新曲「アイタイけどガマン」発表。各地のご当地キャラによるコラボ動画が多数作られた
    1. コアックマ　（北海道）
    2. アックマ　（北海道）
    3. いが☆グリオ　（三重県伊賀市）
    4. いなりん　（愛知県豊川市）
    5. おたる☆運がっぱ　（北海道小樽市）
    6. 与一くん＆清水孝宏　バージョン１　・　２（栃木県大田原市）
    7. めぐぐ（おけわんこアテンド）　（愛知県名古屋市）
    8. みくちゃん　（奈良県大和高田市）
    9. 松戸さん　（千葉県松戸市）
    10. ふなごろー　（千葉県船橋市）
    11. ふにゃっしー　（千葉県船橋市）
    12. みっけちゃん（大阪府枚方市）
    13. カッパのコタロウ　（東京都墨田区） 　ほか多数（順不同）

  - 5月　自身の作・編曲による「絆」（作詞：蔵恵）のリモート制作動画に参加（「絆2020-FightCOVID-19」）
  - 5月　リモートにより制作された「HeyJude」にメインボーカルとして参加（ENRIQUE Super Session feat.May J. ）
  - 7月　「ふれあいは出来ないけどアイタかったinKATANO」参加[68]
  - 7月　「LEVEL50ARRIVAL」として自身の50歳のバースデーライブを宇都宮かぼちゃ亭にて開催[69]
  - 8月　すみだストリートジャズフェスティバルinひきふねオンラインに石田洋介withTHE GOT KNEED STONEとして動画提供（「PUZZLE」）
  - 8月　すみだストリートジャズフェスティバルinひきふね　2日目（8/16）に「ザ・ストーンパーマネンツ」としてオンラインライブ出演
  - 9月　「ご当地キャラ成田詣～きゃらの駅なりた館」（成田市スカイタウンホール　配信もあり）に出演
  - 9月　自身のYoutubeチャンネルにて「とりあえずナマinYoutube～アイタイからアイにイク！」として各地のご当地キャラのところへ赴く配信を開始。「アイタイからアイにイクプロジェクト」
  - 11月　ひこね市民文化プラザ「キャラコマ」（配信のみ）に出演（ライブおよびゲームコーナーMC担当）
  - 11月　「みんなで笑おう24時間ムジナもんチャンネル」にて24時間生配信に出演。時間内にさくまひでき氏とともに新曲を製作（アーカイブ　前編・後編）。
- 2021年
  - 5月　世界キャラクターさみっとin羽生の新テーマソング「SmileSmile」配信＆CDにて発売開始。
  - 4-6月　テレ玉（テレビ埼玉）「マチコミ（ネット）」内「カパルを止めるな！」映像出演[70](4/30&5/14&6/11）
  - 6月　「LiveAitai2021（ライブアイタイ2021）」（志木市民会館パルシティホール）にGCB47・石田洋介withTHE GOT KNEED STONEとして出演（2021.6.5）。GCB47として２枚目のシングル「きゃらきゃらロケンロー！」CDを同時発売。
  - 8月　配信限定ミニアルバム「アコースティック」をリリース。
  - 9月　成田市スカイタウンホール　ご当地キャラ成田詣オンライン「そらいち～空にいちばんちかいまち」（配信のみ）に出演。
  - 10月　交野市「おじいさんの古時計」にて「満天の星」里山LIVE出演。
  - 11月　羽生市観光協会配信企画「ムジナもんCh.オールキャラ感謝祭」1日目・2日目出演。
  - 12月　新橋ハート主催「新橋の唄」コンテストにて２位入賞。[71]
- 2022年
  - 2月　「ご当地キャラ博in彦根オンライン」配信番組に出演。
  - 2月　ふにゃっしーバースデーライブ「Éclair ~BON ANNIVERSAIRE~」（船橋市民文化ホール）に出演。
  - 3月　たかたのゆめちゃん10thアニバーサリーイベント「えんどれすどりーむ！～ゆめちゃんと歩んだ10年」出演（ふるさと新座館ホール）。テーマソング「えんどれすどりーむ～出会ってくれてありがとう」を発表、配信開始。
  - 5月　「ご当地キャラ成田詣～なりた座」（成田山参道　花崎町ステージ）に出演（2022/5/28-29）。
  - 6月　静岡県磐田市イメージキャラクター「しっぺい」10周年記念応援ソング「みんなでわらってうたうんだ」完成（Makuake「静岡県磐田市のイメージキャラクター「しっぺい」と10周年記念応援ソングを作ろう」）。
  - 7月　米米CLUB初代ギタリストの博多めぐみ氏還暦パーティーにボーカリストとして参加。
  - 10月　3年ぶりの開催となった滋賀県彦根市の「ご当地キャラ博」にMCとして参加（10月21日のみ）（「ご当地キャラ博」 3年ぶり会場にキャラクター集合 滋賀 彦根）。
- 2023年
  - 1月　ゆめちゃんハウス完成記念イベント（岩手県陸前高田市）出演。
  - 2月　第73回さっぽろ雪まつり北海道日産presents「雪まつり北海道ご当地キャラステージ」出演。
  - 3月　埼玉県志木市民会館さよならイベント「サンクス！バイバイパルシティ」に出演
  - 5月　「ご当地キャラ成田詣2023-なりた座-」（成田山参道　花崎町ステージ）に出演（2023/5/20-21）
  - 6月　「ご当地キャラフェスタin伊賀2023[72]」（三重県伊賀市）出演。
  - 9月　「ご当地キャラまつりin須崎8th[73]」（高知県須崎市）出演。
  - 10月　「いす-１GP静岡大会」セレモニー出演。
  - 11月　「第12回世界キャラクターさみっとin羽生」（埼玉県羽生市）に参加。
  - 12月　志木市民まつりにてGCB47ステージ参加。
- 2024年
  - 2月　第74回さっぽろ雪まつり北海道日産presents「雪まつり北海道ご当地キャラステージ」出演。
  - 3月　羽生市産業文化ホール「MUJIROCKFESTIVAL」参加（GCB47・石田洋介）
  - 5月　「～成田市制施行70周年記念・うなりくん15周年記念～」（成田山参道　花崎町ステージ）に出演（2024/5/25-26）
  - 6月　大正大学文化祭「鴨台祭」にすがもんと出演。
  - 7月　ゆるたべライブ2024（北海道小樽市）出演。田中帽子店「帽子フェア2024夏」出演。
  - 8月　ナカイチ盆踊り（秋田市エリアなかいち）出演。
  - 9月　「ご当地キャラまつりin須崎」（高知県須崎市）出演。
  - 10月　「ご当地キャラ博in彦根」[74]出演。
  - 11月「第13回世界キャラクターさみっとin羽生」（埼玉県羽生市）に参加。

## メディア掲載
1. GCB47、ご当地キャラクターたちがゆるくないガチ演奏バンドでデビュー　Barks!2013.10.2
2. 目指せ紅白！ご当地キャラがバンドGCB47結成！ふなっしーの参加も？ 芸能ニュースラウンジ2013.10.3
3. ゆるくないガチ演奏のご当地キャラバンド、GCB47のMVにふなっしー乱入　Barks!2013.10.23
4. 練馬在住「ご当地キャラソングの帝王」、石田洋介さんCDデビュー、目標は紅白　練馬経済新聞2013.11.14
5. 「地域人」第6号　「地域創生　私の提言」2016.2.10（寄稿）目次のみ閲覧可能
6. 大田原市　ふるさと大使に新たに４人任命　／栃木　毎日新聞2016.11.11
7. 今川さんが石田洋介さんと共演　今川新聞2017.8.3
8. ご当地キャラバンド、台湾で最優秀賞　静岡出身の男性けん引 静岡新聞2017.9.8（キャッシュ）
9. エンタメ日和　ご当地キャラへの愛歌う　シンガーソングライター石田洋介　中日新聞静岡版2017.8.17（サイト掲載なし）[75]
10. カパルらゆるキャラ、台湾でベストパフォーマンス賞　「他の追随を許さない魅力」TechinsightJapan2017.8.29
11. すんき応援ソングＣＤに　あす東京でイベント　市民タイムス（木曽版）2019.1.11
12. ひこにゃんも登場！全国20のご当地キャラが「17LIVE」で大暴れ！ライブ配信とショッピングで地方を応援　蜜柑通信2020.10.26
13. 石田洋介　魂のこもった歌と言葉を自由に鳴らす　muevo voice 2023.1.16.